# City Technology College
City Technology Colleges (CTCs) sind Sekundarstufenschulen in England. 
Der Schultyp wurde in den 1980er Jahren von der Thatcher-Regierung ins Leben gerufen. Ende der 1980er und Anfang der 1990er Jahre entstanden 15 dieser meist relativ großen Schulen mit meist deutlich über 1000 Schülern.
Die CTCs werden von Wirtschaftsunternehmen mitfinanziert und geführt, die auch einen wesentlichen Teil der individuellen Schulpolitik bestimmen. Es besteht eine enge Zusammenarbeit zwischen den Schulen und den in ihnen engagierten Wirtschaftsunternehmen.
Seit Anfang der 2000er Jahre bemühte sich die Regierung unter Tony Blair, CTCs zu ermutigen, sich in sogenannte City Academies (auch kurz Academies genannt) umzugestalten, die einem ähnlichen, von der Blair-Regierung geschaffenen Konzept folgen. Bis 2008 haben 12 der 15 CTC's die Umwandlung vollzogen, drei sind CTCs geblieben. 